# 磯辺弥一郎
磯辺 弥一郎（いそべ やいちろう、1861年3月17日（万延2年2月7日） - 1931年（昭和6年）4月23日）は、国民英学会の創立者。磯部彌一郎とも。

## 経歴
熊本藩士磯辺謙叟の二男として豊後国大分郡鶴崎村（現・大分市鶴崎）に生まれる。漢学塾を経て1875年（明治8年）上京し鳴門塾へ入学したのち慶應義塾に学ぶ。一度ほかの私立学校に転じたのち、1877年（明治10年）慶應義塾に復学し、翌年応募した懸賞作文『酒と博打いずれがその害大なるや』で賞を受ける。
福沢諭吉の民権主義に感化され、1880年（明治13年）に退学して北海道の開拓会社「函館開拓社」へ入社、岩内社に移ったのち、同社の閉鎖に伴い岩内小学校の教員となる。1881年（明治14年）帰京し、外国人と交流して英語を研究する。
1888年（明治21年）にフレデリック・イーストレイク（イーストレーキ）と英語学校「国民英学会」をおこし、月刊で『国民英学新誌』を刊行、論説を掲載している。
イーストレイクが同校を去ったため1890年（明治23年）に『国民英学新誌』が廃刊すると、1894年（明治27年）より月刊誌『中外英字新聞研究録』を発行（のちに『中外英字』と改称）。
1899年（明治32年）、子供の頃からの夢だった洋行を果たし、イギリスなど欧米各国を視察すると翌年帰国。明治末年に向け、専門分野の英語力習得を目指し外国語と判検事、弁護士に志願、あるいは外国語研究について投稿している。
磯辺は日本の英語教育の黎明期を見つめる。母校慶応義塾と大学南校は正則教育課程を重んじ、本来なら英語を母語とする教師が正しい発音で英語を教えるのが理想だが、正しい発音を教科書に示して訳語を普及させようと、原書版の教科書（ピネヲ著、クワッケンボス著）を翻刻し翻訳する。慶應義塾版の初版は1870年（明治3年）に上梓した永嶋貞次郎訳『ピ子ヲ（ピネヲ）氏原版英文典直訳』である。構造が異なる日本語と英語の問題が横たわり、英語原文の横に日本語の翻訳を並べようとするあまり（逐語訳）、英文の語順を重視しても適切な訳語を思いつかないまま、文字と意味とがばらばらに並ぶ箇所が目立った。
やがて版を重ねるうちに工夫が凝らされ、大きな問題だった時制の違いもすり合わせが試みられる。欧文直訳体は、日本語にも現在完了形と過去完了形、未来完了形を加え、時制を6段階に分けた。それを見た磯辺は論文「国文に及ぼせる英語の感化」（1906年＝明治39年）に「国文の文法が英学から受けた最も顕著な影響とは、いわゆる時制（テンス）の区別」であると述べた。また次々に生まれる訳語のうち、形容詞と副詞に「〜的」を付けて英語に沿わせようとする点にも着目している。
国民英学会への入学者は大正初期（1910年代）までに数万人にのぼり、卒業者は2000人以上を数えた。その後も国民英学会会長と『中外英字』の主筆を務める。英国近世語学協会会員。

### 晩年
1931年に没した（没年70歳）。イーストレイクの妻によると、乗船していた汽船が遭難し死亡したという。墓所は雑司ヶ谷霊園。

## 出版活動
旧漢字は常用漢字に改めた。

### 発行物
- 『中外英字新聞研究録』中外英字新聞、1894年。NCID AA12204105。別題『The Chugwai eiji-shinbun kenkyuroku』。第1号–第4号：中外英字新聞研究社発行。第5号以降は国民英学会出版局発行。
  - マイクロフィルム版。国民英学会出版局『中外英字新聞研究録』ナダ書房、1894年。NCID AN10473877。別題『The Chugwai Eijishinbun kenkyuroku』。
  - 復刻・改題『中外英字新聞研究録 ; 中外英字新聞 ; 中外英字 ; 中外英語』大空社、1992年。「英語関係・目次総覧6」、「英語総合・目次総覧 第2巻」。ISBN 4872362071、NCID BN08370803。別題『The Chûgwai Eiji-shinbun kenkyûroku』『A magazine devoted to the study of practical English』『英字新聞研究録』。

### 自著、共著
- 論文「国文に及ぼせる英語の感化」1906年（明治39年）詳細不明[19]、[20]。
- 『作文本位英語前置詞用法』（編纂）、三省堂書店、1910年。公共図書館蔵書
- 「英文学者としての和田垣博士」大町桂月（編）『和田垣博士傑作集』至誠堂書店、1910年（大正10年）。642頁- (コマ番号0338.jp2-)、国立国会図書館内/図書館送信。
- 「中村敬宇先生」『書物礼讃』2、京都：杉田大学堂書店、1925年9月、p9～12 (0008.jp2)。doi:10.11501/1509700、国立国会図書館/図書館送信参加館内公開。
- 『古事記物語』三角社出版部、1929年。公共図書館蔵書

### 翻訳
英語訳
- 洪自誠『菜根譚英訳』有朋堂書店、1926年。

日本語訳
- DeQuincey, Thomas[21]『Confessions of a English opium-eater』磯部彌一郎（訳・註）、英文学社〈英文名著全集 譯註〉第1輯第1巻、1929年。
- ド・クヰンジー『阿片服用者の懺悔』磯辺弥一郎（訳・註）、外国語研究社〈英文訳註叢書 ; 第36篇〉、1932年。
- シェイクスピア『シェイクスピア翻訳文学書全集 : 明治期 13』川戸道昭、榊原貴教（編）、大空社（出版）1999年。

### エッセー
媒体ごとにまとめる。
- 『成功』成功雑誌社、国立国会図書館/図書館送信参加館内公開。
  - 第5巻第2号「英語 初等英語獨修法」p54～ (0033.jp2)、1904年8月。
  - 第5巻第3号「中等英語獨修法」p52～ (0033.jp2)、1904年9月。
  - 第6巻第5号「英語學校卒業者の需要口」p42～ (0027.jp2)、1905年1月。
  - 第7巻第4号・第3周年紀念臨時増刊「戰後の英學者」p30～ (0019.jp2)、1905年9月。
  - 第9巻第3号「受験者和文英訳法」p21～ (0018.jp2)、1906年6月。
  - 第13巻第1号「英語熟達法捷徑（はやみち）」p17～ (0021.jp2)、1908年1月。
  - 第28巻第6号・3月号「文豪オスカー、ワイルドの皮肉」p31～ (0024.jp2)、1915年3月。
  - 第30巻第1号「英和対訳高原川」p59～ (0045.jp2)、doi:10.11501/11207633、国立国会図書館内/図書館送信。

- 「二十年前の学生と今日の学生」『男女学生気質』新公論社（編）[22]、東京：鶏声堂、 井冽堂（共同刊行）、1906年（明治39年）、(0005.jp2)、国立国会図書館書誌ID:00000045911、マイクロ / オンライン、国立国会図書館内/図書館送信。注記 附録: 学生消夏法。

- 『学生タイムス』、学生タイムス社、国立国会図書館/図書館送信参加館内公開
  - 「外国語研究に就て」第3巻第3号、1907年8月、p3～5 (0002.jp2-)。
  - 「外交官志望者に吿ぐ」第4巻第2号、1908年1月、p3～3 (0002.jp2)。

- 『実業の世界』実業之世界社、三田商業研究会、実業之世界社。国立国会図書館/図書館送信参加館内公開。掲載誌別題『実業之世界』
  - 「神経衰弱の国民」第10巻第9号・創刊5週年記念号、1913-05-01、8646～8647頁 (0034.jp2)。
  - 「一国の教育は須らく（すべからく）国民性に従ふ可し（べし）」第10巻第15号・大正2年8月1日号、1913-08-01、9272～9274頁 (0021.jp2-)、doi:10.11501/10292873。

- 『実業の日本』実業之日本社、大日本実業学会、実業之日本社。国立国会図書館内公開

- - 共同執筆「余の好きな英雄と好かぬ英雄･57大家の英雄豪傑寸鉄評」、第15巻第1号、1912-01、p90～96 (0111.jp2-)。
  - 共同執筆「余の嗣子は――名士の回答」第20巻第21号、1917-10、p117～121 (0088.jp2-)。
  - 共同執筆「我国民は何を目標として躍進すべきか」第21巻第8号、1918-04、p92～102 (0067.jp2-)。
  - 共同執筆数十名「余が日常試みつゝある健康法」第27巻第7号、1924-04、p214～243 (0140.jp-2)。
  - 共同執筆「現代35名士問合せ回答私の受難時代」第32巻第23号、1929-12、p136～141 (0086.jp2-)。

- 「長い英語Smiles」『英語青年』第63巻第10号（通号821）、英語青年社、1930年8月、p348～348 (0009.jp2)。doi:10.11501/4434724、国立国会図書館内公開。掲載誌別題『The rising generation』。

- 国民英学会会長　磯部彌一郎「明治初年の英語教育」『明治文化発祥記念誌』大日本文明協会、1924年、96頁 (コマ番号0131.jp2)、doi:10.11501/1078981、インターネット公開。フルベッキ評。
- 「百科式の「大英和」に就いて所感(上)」1928年4月20日。初出不明。
  - 『新聞集成昭和編年史』昭和3年度版第2巻（四月～六月）、明治大正昭和新聞研究会、1988年12月、260ページに収載。

## 親族
磯辺弥一郎は妻のあや子との間に8人の子があり、長女の文子は東京府農工銀行(現・みずほ銀行）の頭取職にあった星川藤七へ、次女の登亀子（ときこ）は愛知大学学長などを務めた本間喜一に嫁ぎ、三女の光（みつ）は三井物産社員と結婚した。
磯辺の兄は海軍少将から日本郵船取締役、摂津航業社長、貴族院議員を務めた磯辺包義（いそべ かねよし）。兄の長男（甥）は軍人の磯邊民彌、その妻・隆子の岳父阿部泰蔵は明治生命初代頭取を務め、隆子のきょうだいに水上滝太郎、小泉とみ（小泉信三元慶応義塾大学塾長の妻）などがある。